# Шён, Генрих Теодор фон
Генрих Теодор фон Шён (20 января 1773 год, Шрайтлаукен (ныне Шяряйтлаукис, Литва), округ Тильзит, — 23 июля 1856, имение Арнау под Кёнигсбергом, Восточная Пруссия) —  прусский государственный деятель,
обер-президент Восточной и Западной Пруссии

## Биография

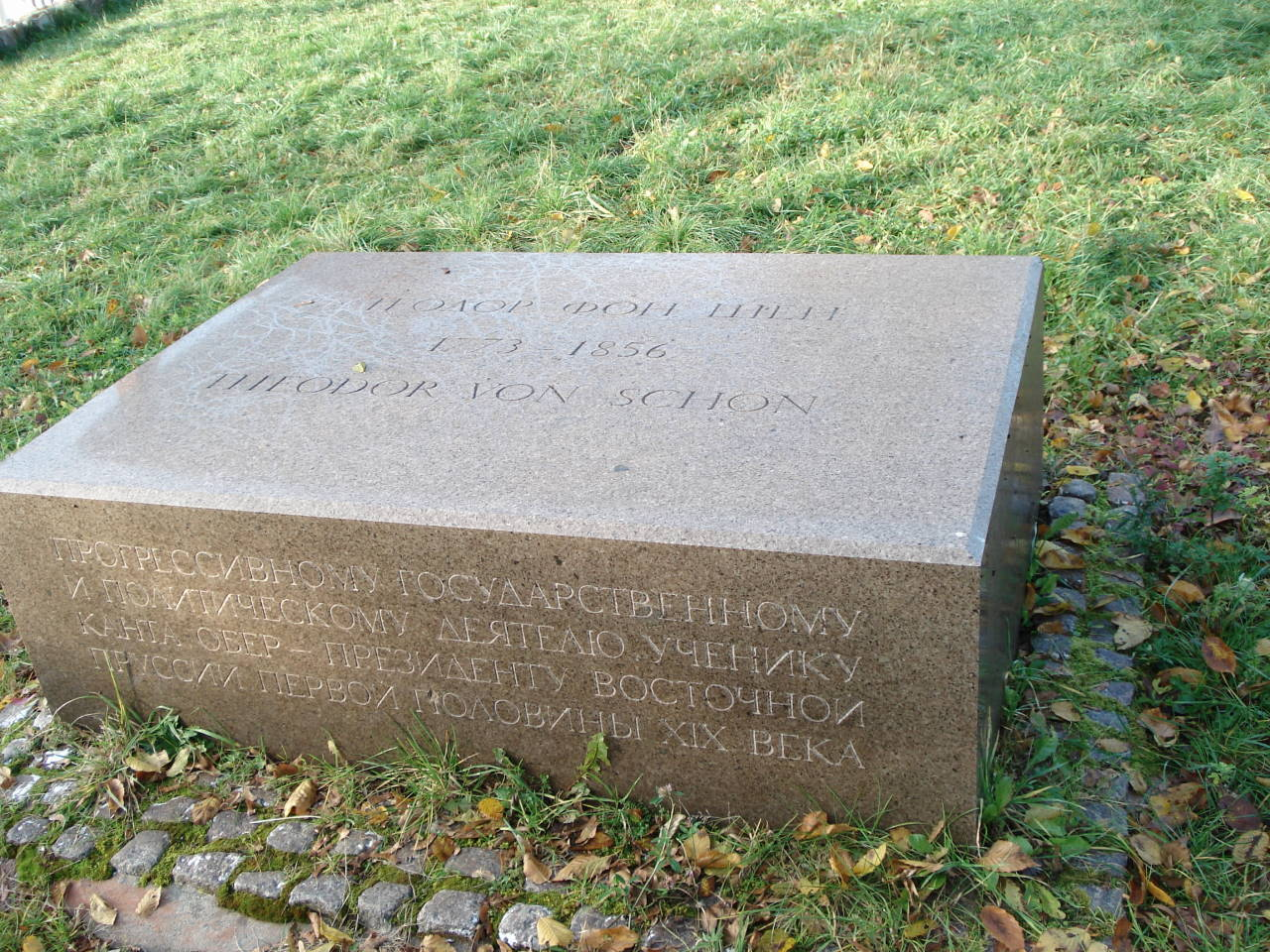
Могила Теодора фон Шёна в посёлке Родники (Арнау)

Был третьим из шести детей в семье земледельцев-арендаторов. Его мать Иоганна Доротея Далмер (ум. 22 октября 1815 года), отец Иоганн Теодор фон Шён (1744—1796).
Получил домашнее образование.
Отец Шёна был дружен с Кантом, сам Шён писал: «Мой отец был образованным человеком… В Кёнигсбергском университете он подружился с Кантом, обучался у него приватно и в течение всей жизни был с ним в хороших отношениях».
28 октября 1788 года, ещё не достигнув 16 лет, Шён поступил в университет Кёнигсберга на юридический факультет. Его отец просил Канта составить сыну учебный план и консультировать в учёбе. Кроме того, он наставил сына первые семестры прослушать лекции Канта. В определенный Кантом общеобразовательный курс вошли лекции (энциклопедия) Крауса.
После окончания курса Генрих изучал политические науки. В студенческие годы подружился также с Иоганном Готтлибом Фихте.
Сразу же после окончания учёбы в 1796 году отправился путешествовать и учиться: «Бездумная деятельность чиновников мне претила с молодых лет до такой степени, что я отправился путешествовать. Это было следствием времени, в котором я жил, и образования, полученного мною от Канта и Краузе». Побывал в Англии и Шотландии.
Участник наполеоновских войн. В 1813 году вместе с Йорком организовал восточно-прусский ландвер (народное ополчение) для борьбы с французами.
В 1816 году был назначен губернатором Западной Пруссии, а восемь лет спустя всей провинции Пруссия. Под его руководством были проведены многие реформы. Выступал с либеральных позиций, один из ближайших сотрудников Карла фон Штейна при разработке реформы в области экономического законодательства, отчасти благодаря его усилиям после вступления нового короля Пруссии в 1840 году была принята конституция. Шён был назначен государственным министром, но его идеи были слишком революционными для Фридриха-Вильгельма IV. С 1842 года Шён в отставке.
Почетный гражданин Кёнигсберга с 1841 года. В 1843 году в пятидесятилетний юбилей государственной службы фон Шёна и за его заслуги перед Пруссией в Кёнигсберге перед зданием Академии искусств в его честь был установлен обелиск (был снесён в 1943 году). 
Похоронен в поселке Родники у церкви Арнау.
В 1907 году бронзовый бюст фон Шёна был установлен в Мемеле возле национального памятника «Боруссия» вместе с 7 бюстами других государственных деятелей, простоял там 27 лет и был снесён.
Ещё один бронзовый памятник фон Шёну находится в Кёльне, на площади Хоймаркт, в составе скульптурной композиции из 16 выдающихся прусских военачальников, политиков и деятелей науки и культуры XVIII и XIX веков, окружающих конный памятник Фридриху Вильгельму III, установленный в 1878 году.

## Встреча с Наполеоном
В автобиографии Шёна упоминается его разговор с Наполеоном, состоявшийся во время пребывания в Гумби́ннене (нем. Gumbinnen), до наполеоновского вторжения в Россию. Наполеон интересовался историей Пруссии, задал несколько вопросов об обстоятельствах завоевания страны Тевтонским орденом и утверждал, что в прошлом Пруссию населяли древние славяне. Шён возражал. Наполеон аргументировал своё мнение географическим положением Пруссии, которое показал на карте. Шён повторил, что старая Пруссия была населена не славянами. Обсуждался также ряд частных вопросов снабжения зерном и мукой наполеоновской армии.

## Личная жизнь
В 1802 году Шён женился на Лидии фон Ауерсвальд (нем. Auerswald, 1785—1807), дочери владельца поместья Marienwerder. После смерти жены в 1808 году женился на Амалии Langenau.

## Жизненные принципы
«Ты обязан, потому что должен» (Кант)

## Высказывания
Мне 81 год, и мне осталось не так много жить, хотя я и стремлюсь удлинить жизнь духовно — кантовской философией, а телесно — кислой капустой.